# 18288 Nozdrachev
18288 Nozdrachev eller 1975 VX2 är en asteroid i huvudbältet som upptäcktes den 2 november 1975 av den ryska astronomen Tamara Smirnova vid Krims astrofysiska observatorium på Krim. Den har fått sitt namn efter Aleksandr Danilovich Nozdrachev.